# Protocalliphora isochroa
Protocalliphora isochroa is een vliegensoort uit de familie van de bromvliegen (Calliphoridae). De wetenschappelijke naam van de soort is voor het eerst geldig gepubliceerd in 1960 door Zumpt.